# Queensway (tunnelbanestation)
Queensway är en station i Londons tunnelbana, i stadsdelen City of Westminster nära gränsen till Kensington and Chelsea. Den ligger mellan stationerna Notting Hill Gate och Lancaster Gate. År 1900 öppnade stationen på linjen Central Line. Stationen var kallad Queen's Road före 1946.

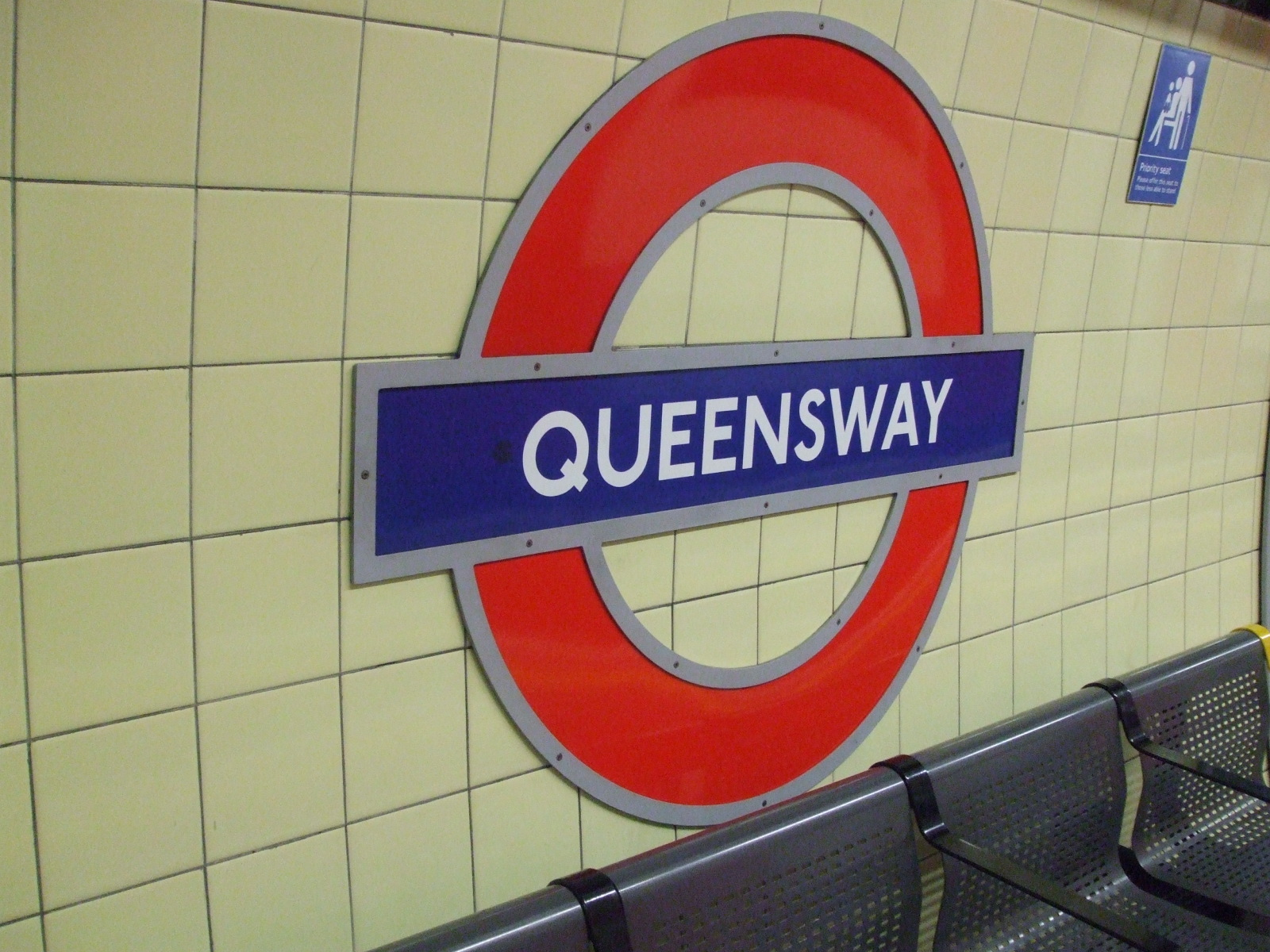
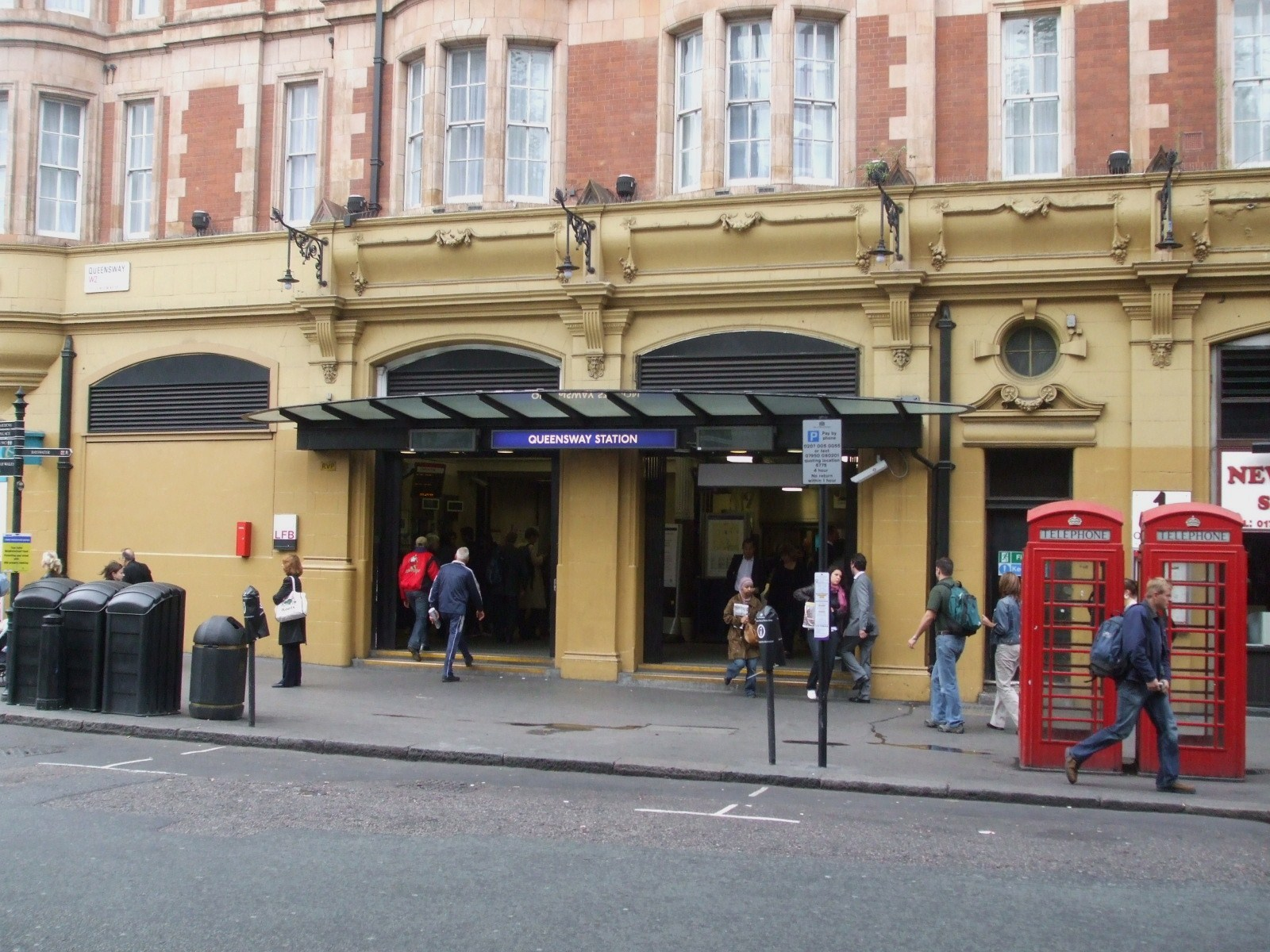
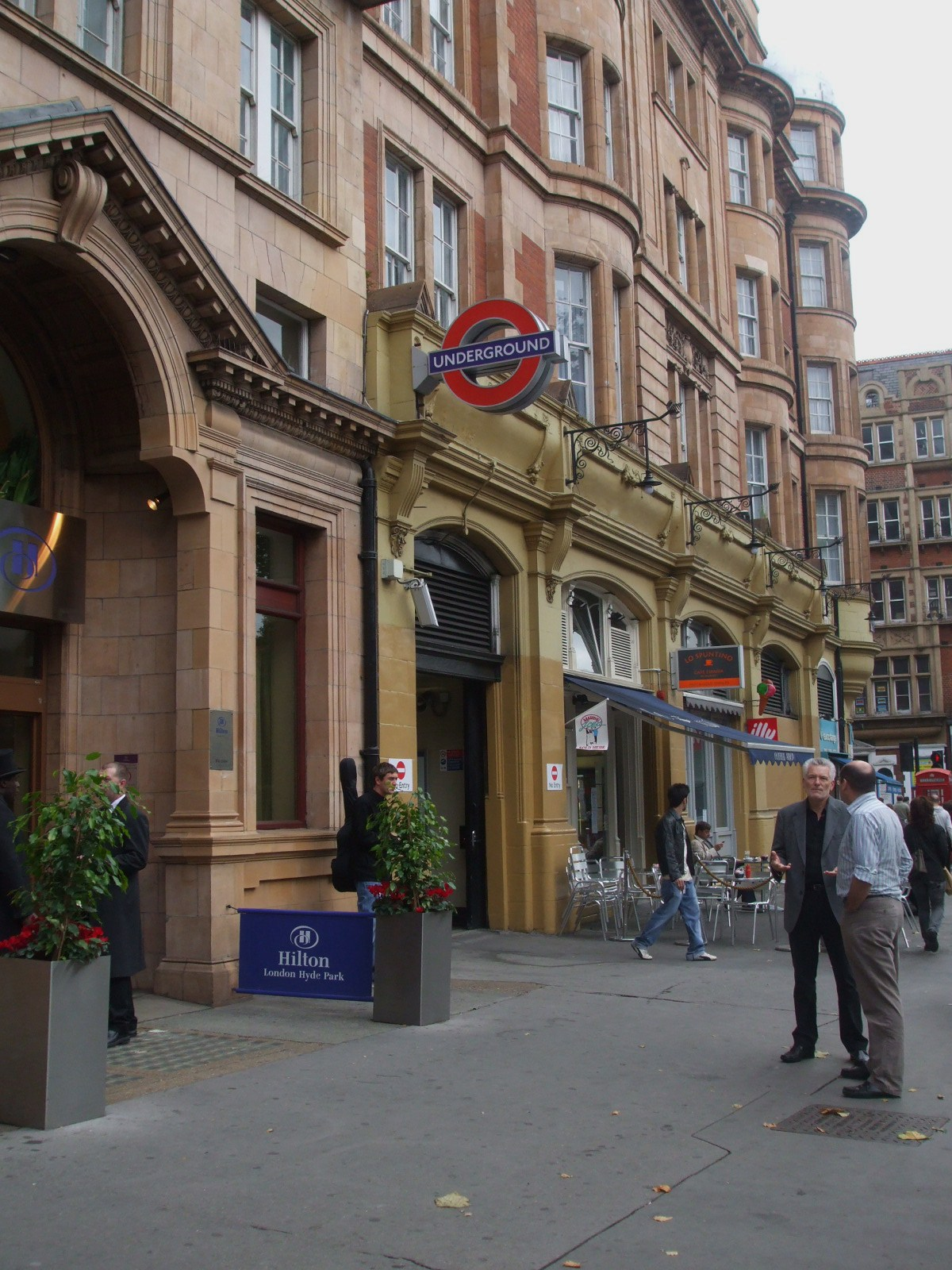
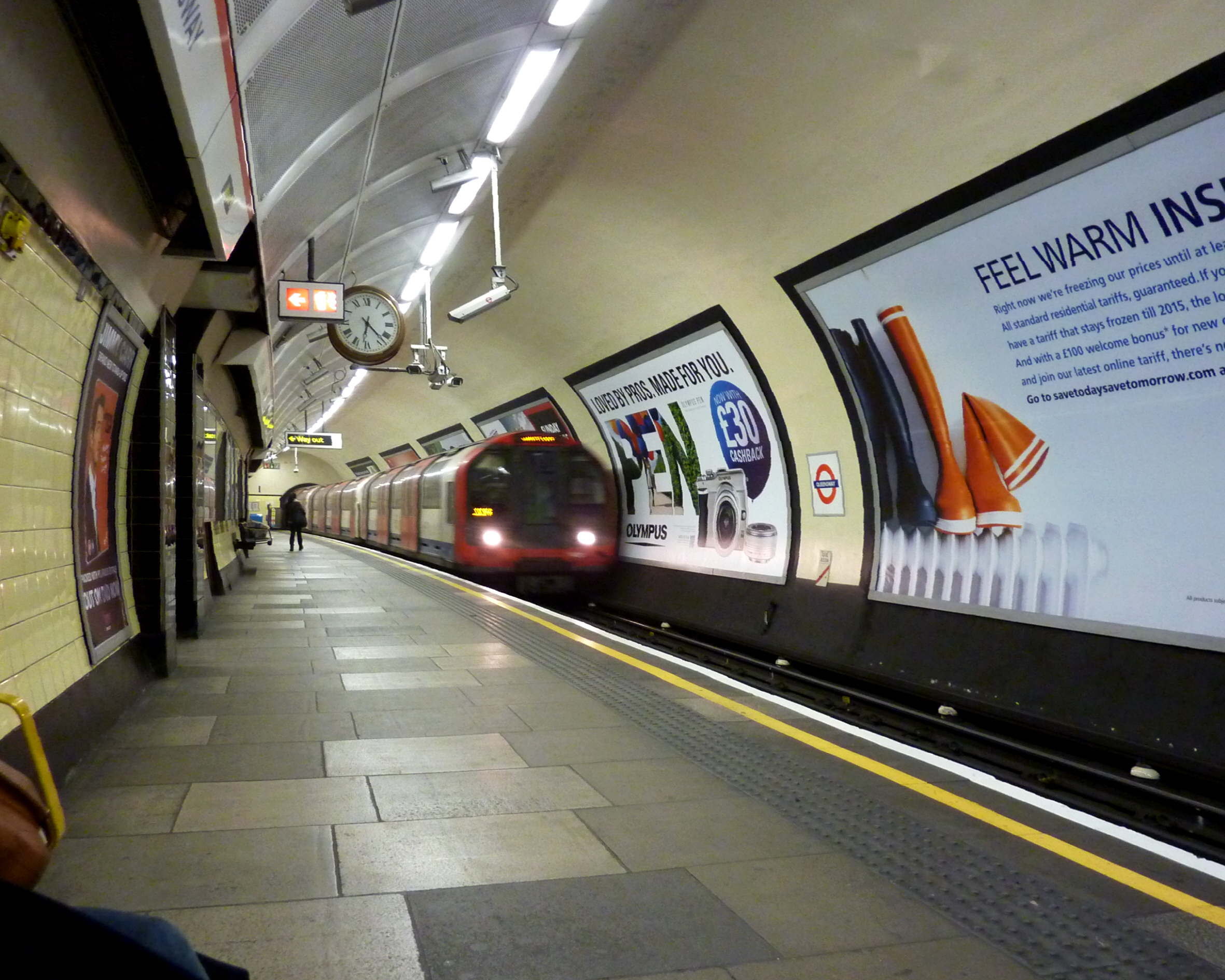